# 二亜硫酸
二亜硫酸(にありゅうさん、disulfurous acid)は硫黄のオキソ酸のひとつ。化学式はH2S2O5。遊離酸は極めて不安定で単離できず二亜硫酸塩に希硫酸などの強酸を作用させると二酸化硫黄と水が生成する。
{\displaystyle {\ce {Na2S2O5\ + H2SO4 -> Na2SO4\ + H2S2O5}}}
{\displaystyle {\ce {H2S2O5 -> 2SO2\ + H2O}}}

## 塩
遊離酸は極めて不安定で単離できないが塩は安定である。代表的な塩をしめす。
- 二亜硫酸バリウム ({\displaystyle {\ce {BaS2O5}}})
- 二亜硫酸ナトリウム ({\displaystyle {\ce {Na2S2O5}}})
- 二亜硫酸カリウム ({\displaystyle {\ce {K2S2O5}}})